# 13993 Clemenssimmer
13993 Clemenssimmer este un asteroid din centura principală de asteroizi.

## Descriere
13993 Clemenssimmer este un asteroid din centura principală de asteroizi. A fost descoperit pe 17 martie 1993 la Observatorul La Silla în cadrul programului UESAC. Asteroidul prezintă o orbită caracterizată de o semiaxă mare de 2,34 ua, o excentricitate de 0,05 și o înclinație de 4,0° în raport cu ecliptica.